# Emílio Lúcio Esteves
Emílio Lúcio Esteves (* 23. Dezember 1883 in Taquara, Rio Grande do Sul; † 10. Dezember 1943) war ein brasilianischer General.

## Leben

### Militärische Ausbildung, Offizier und Stabsoffizier
Esteves, Sohn von José Luís Esteves und Emília Monteiro Esteves, besuchte zwischen April 1903 und Januar 1906 die Taktik- und Schützenvorbereitungsschule (Escola Preparatória de Tática e de Tiro) in Rio Pardo und im Anschluss die Kriegsschule (Escola de Guerra) in Porto Alegre, wo er bis Januar 1909 einen Lehrgang für Offiziere der Infanterie und Kavallerie absolvierte. Nach einer kurzen Verwendung in der Kommission für die Generalkarte Brasiliens begann er im April 1909 einen Lehrgang an der Artillerie- und Ingenieurschule (Escola de Artilharia e Engenharia) und wurde im Februar 1911 zum Leutnant befördert. Er wurde im Juni 1911 zur Verfügung der Regierung des Bundesstaates Rio Grande do Sul abkommandiert und wurde im Juli 1912 Ausbilder in der Militärbrigade des Bundesstaates. Im Februar 1918 wurde er zum Oberleutnant befördert und besuchte von Januar 1921 bis Januar 1922 die Offiziersoberschule (Escola de Aperfeiçoamento de Oficiais), woraufhin er Chefausbilder der Militärbrigade von Rio Grande do Sul wurde und dort im April 1922 seine Beförderung zum Hauptmann erhielt. Er war Kommandeur eines Bataillons dieser Militärbrigade und nahm auf Befehl der Bundesregierung an der Niederschlagung einer von General Isidoro Dias Lopes angeführten Revolte in São Paulo am 5. Juli 1924 teil.
Nach seiner Beförderung zum Major im Oktober 1924 übernahm Esteves im November 1924 den Befehl über eine Einheit der Rio Grande do Sul-Brigade zur Niederschlagung einer von Hauptmann Luís Carlos Prestes seit Oktober 1923 geführten Revolte in Santo Ângelo. Im August 1925 war er Kommandeur dieser Einheit bei der Niederschlagung eines Aufstandes der nach Prestes benannten militärischen Bewegung (Coluna Prestes) unter Führung von Miguel Alberto Crispim Rodrigo da Costa in Goiás. Im März 1927 wurde er Leiter des militärischen Vorbereitungslehrgangs der Militärbrigade und wurde als solcher im Februar 1929 zum Oberstleutnant befördert. Im Anschluss begann er seine Ausbildung an der Generalstabsschule des Heeres (Escola de Estado-Maior do Exército) in Rio de Janeiro und wurde im Oktober 1930 ins Kriegsministerium versetzt, ehe er nach dem Putsch und dem Amtsantritt von General Getúlio Vargas als Staatspräsident am 3. November 1930 Kabinettschef von Justizminister Oswaldo Aranha wurde. Nach seiner Beförderung zum Oberst im April 1931 schloss er im November 1931 die Generalstabsschule (Escola de Estado-Maior) ab.

### Aufstieg zum General
Im Anschluss war Esteves von November 1931 bis 1936 Kommandeur der Militärpolizei im Distrito Federal do Brasil Rio de Janeiro und erhielt in dieser Funktion im Dezember 1932 seine Beförderung zum Brigadegeneral. Daneben war er von 1934 bis 1935 Präsident des Clube Militar und wurde im Februar 1935 vom Gouverneur von Rio Grande do Sul José Antônio Flores da Cunha in einem Brief an Präsident Vargas beschuldigt, zusammen mit Marineminister Admiral Protógenes Guimarães und den Generalen João Guedes da Fontoura, Valdomiro Castilho de Lima und Manuel de Cerqueira Daltro Filho eine Verschwörung gegen den Staatspräsidenten anzuführen, um eine Militärdiktatur zu begründen. Im Dezember 1935 nahm er an einem Treffen mit Kriegsminister Generalmajor João Gomes Ribeiro Filho, den Generalmajoren Valdomiro Castilho de Lima, Pedro Aurélio de Góis Monteiro, Eurico Gaspar Dutra sowie den Brigadegeneralen João Guedes da Fontoura, José Pessôa Cavalcanti de Albuquerque, José Meira de Vasconcelos und Júlio Caetano Horta Barbosa in Rio de Janeiro teil, um Maßnahmen zur Bekämpfung kommunistischer Aufstände zu planen. Nachdem er im April 1936 einen Generalstabslehrgang abgeschlossen hatte, wurde er im Oktober 1936 sowohl Kommandeur der 3. Militärregion (3ª Região Militar) als auch Kommandeur der 3. Infanteriedivision (3ª Divisão de Infantaria) und bekleidete diese Funktionen bis zu seiner Ablösung durch General Manuel de Cerqueira Daltro Filho im August 1937. Als es im Laufe des Jahres zu zunehmenden Spannungen zwischen der Bundesregierung von Präsident Vargas und dem Gouverneur von Rio Grande do Sul José Antônio Flores da Cunha kam, wurde er zudem vom Staatspräsidenten im April 1937 zum Administrator für das Kriegsrecht in diesem Bundesstaat ernannt. Nach Gesprächen mit dem Gouverneur zur Befriedung der Situation wurde das Kriegsrecht am 18. Juni 1937 ausgesetzt.
Im Anschluss war Esteves zwischen August 1937 und Juli 1938 Kommandeur der 4. Militärregion (4ª Região Militar) mit Hauptquartier in Juiz de Fora sowie vom 26. August 1938 bis zum 12. Juli 1939 Leiter der Abteilung Ingenieurwesen im Kriegsministerium. Im Mai 1939 erfolgte seine Beförderung zum Generalmajor und im Juli 1939 die Ernennung zum Kommandeur der 5. Militärregion (5ª Região Militar) sowie zum Kommandeur der 5. Infanteriedivision (5ª Divisão de Infantaria) mit Hauptquartier in Curitiba. Anschließend wurde er im November 1940 Generalinspekteur der 2. Gruppe der Militärregionen und zugleich im Mai 1941 Leiter der Lehrgänge des Oberkommandos des Heeres. Diese Dienstposten hatte er bis zu seinem tödlichen Autounfall am 10. Dezember 1943 und wurde posthum zum General befördert. Sein Nachfolger als Generalinspekteur der 2. Gruppe der Militärregionen wurde General Pedro de Alcântara Cavalcanti de Albuquerque.